# Lisie Kąty (województwo kujawsko-pomorskie)
Lisie Kąty (niem. Voßwinkel) – wieś w Polsce położona w województwie kujawsko-pomorskim, w powiecie grudziądzkim, w gminie Grudziądz.

## Podział administracyjny
W latach 1975–1998 miejscowość administracyjnie należała do województwa toruńskiego.

## Demografia
Według Narodowego Spisu Powszechnego (III 2011 r.) wieś liczyła 90 mieszkańców. Jest 30. co do wielkości miejscowością gminy Grudziądz.

## Aeroklub Nadwiślański
W Lisich Kątach znajduje się lotnisko i ma tutaj swoją siedzibę Aeroklub Nadwiślański.

## Znane osoby
Na szkoleniu w Lisich Kątach przebywał Mirosław Hermaszewski (ur. 1941), późniejszy pierwszy polski kosmonauta. W wieku 20 lat (6 sierpnia 1961) ukończył w Aeroklubie kurs akrobacji szybowcowej.